# Torneo Mercosur 1996
El Torneo Mercosur 1996 (Torneio Mercosul 1996 en portugués) fue la segunda y última edición del torneo y se jugó entre el 21 de julio de 1996 y el 7 de agosto de 1996, disputado entre Internacional (Brasil), San Lorenzo (Argentina) y la Universidad Católica (Chile).
El Internacional se consagró campeón al vencer por 4 a 1 a la Universidad Católica.

## Resultados

### Primera ronda
| Equipo local | Resultado | Equipo visitante |
| ------------ | --------- | ---------------- |
| San Lorenzo  | 0 - 1     | Internacional    |

| Equipo local         | Resultado | Equipo visitante |
| -------------------- | --------- | ---------------- |
| Universidad Católica | 0 - 2     | Internacional    |

| Equipo local         | Resultado | Equipo visitante |
| -------------------- | --------- | ---------------- |
| Universidad Católica | 2 - 0     | San Lorenzo      |

### Segunda ronda
| Equipo local  | Resultado | Equipo visitante |
| ------------- | --------- | ---------------- |
| Internacional | 3 - 0     | San Lorenzo      |

| Equipo local  | Resultado | Equipo visitante     |
| ------------- | --------- | -------------------- |
| Internacional | 4 - 1     | Universidad Católica |

| Equipo local | Resultado  | Equipo visitante     |
| ------------ | ---------- | -------------------- |
| San Lorenzo  | No se jugó | Universidad Católica |

* El último partido no se jugó debido a que ambos equipos ya no tenían opciones de ganar el torneo.

## Tabla de posiciones
| N.º | Equipo               | Pts | PJ | PG | PE | PP | GF | GC | DG |
| --- | -------------------- | --- | -- | -- | -- | -- | -- | -- | -- |
| 1   | Internacional        | 12  | 4  | 4  | 0  | 0  | 10 | 1  | +9 |
| 2   | Universidad Católica | 3   | 3  | 1  | 0  | 2  | 3  | 6  | –3 |
| 3   | San Lorenzo          | 0   | 3  | 0  | 0  | 3  | 0  | 6  | –6 |

| Bandera de Brasil         |
| Campeón                   |
| Internacional 1.er título |